# Martin Löffler (Rechtsanwalt)
Martin Löffler (* 25. Januar 1905 in Cannstatt; † 4. Februar 1987 in Stuttgart) war ein deutscher Rechtsanwalt und Presserechtler.

## Studium und erste Berufsjahre
Löffler studierte Rechtswissenschaften in Tübingen, München, Berlin und Genf. Daneben widmete er sich staatswissenschaftlichen und historischen Studien; zu seinen Dozenten in Berlin gehörte dabei der spätere Bundespräsident Theodor Heuss. 1927 legte er sein erstes juristisches Staatsexamen ab, dem 1928 die Promotion zum Dr. jur. in Tübingen und 1930 das zweite Staatsexamen folgte. Von 1927 bis zu deren Verbot 1933 war er Mitglied der Deutschen Volkspartei (Stresemann-Partei). Zudem war er seit dem Studium Mitglied der Studentenverbindung AG Rothenburg Tübingen.
Nach kurzen Tätigkeiten ab 1928 in der Staatsanwaltschaft und als Amtsrichter wirkte er ab 1932 (?) als Rechtsanwalt in Stuttgart. 1933 eröffnete er in der Königstraße direkt gegenüber dem Hauptbahnhof eine eigene Kanzlei, die unter dem Namen „Löffler, Wenzel, Sedelmeier“ bis heute besteht. Nach dem Zweiten Weltkrieg, wo er von 1940 bis 1943 u. a. beim Afrika-Korps als Panzeroffizier diente und ab 1944 als Heeresrichter tätig war, nahm er seine Anwaltstätigkeit in Stuttgart wieder auf. Vom NS-Regime unbelastet war er beim Nürnberger Prozess gegen die Hauptkriegsverbrecher stellvertretender Verteidiger für die SA.
In der Folge vertrat er Zeitungsverleger in Rückerstattungs- und Entschädigungsverfahren, weshalb er zunehmend von der neu entstandenen Presse als Berater hinzugezogen wurde. Dabei fand Löffler das Presserecht in einem noch weitgehend ungeordneten Zustand vor. Es galt noch das „Reichspreß“-Gesetz von 1874, das in der NS-Zeit formal nicht aufgehoben worden war. Es war zwar liberal geprägt, aber in vielen Punkten überholt. In den meisten Bundesländern wurde dieses Gesetz erst ab 1964 durch eigene Landespressegesetze abgelöst (Ausnahmen waren Bayern, 1949, und Hessen, 1958). Dafür hatte Martin Löffler bereits 1955 mit seinem Kommentar zum Presserecht die wissenschaftlichen Grundlagen gelegt. Nach Einschätzung des Politikwissenschaftlers Bodo Hombach (2016) wurde der Topos von der Presse als „Vierter Gewalt“ im Staate im deutschsprachigen Raum im Jahre 1959 von Löffler geprägt; der Begriff selbst ist schon im 19. Jahrhundert belegt.

## Wissenschaftliches Werk und gesellschaftliches Engagement
Löffler ist Autor mehrerer Monographien sowie von über 200 Fachpublikationen zum Medienrecht im In- und Ausland, darunter einer Dokumentation im Auftrag der UNESCO über die „Selbstkontrolle der Presse in weltweiter Sicht“. 1969 beauftragte ihn die UNESCO, eine weltweite Dokumentation über das Standesrecht der Massenmedien zu erstellen. Löffler war Präsidialmitglied der Deutschen Gesellschaft für die Vereinten Nationen, Mitglied der deutschen UNESCO-Kommission, außerdem Vorsitzender der Internationalen Forschungsgesellschaft für Kommunikationsrecht. Von 1961 bis 1969 war er außerdem Mitglied des Beirats der Friedrich-Naumann-Stiftung.
Neben seinen zahlreichen Buchveröffentlichungen im Inland war er auch u. a. Mitherausgeber von Lord Dennings Report zum Fall Profumo von 1962/63. Löfflers Hauptwerk, sein Kommentar zum Presserecht, erschien erstmals 1955, damals noch mit einer Erläuterung des Reichspressegesetzes von 1874 neben der Kommentierung der Pressevorschriften der Bundesländer. Löffler verfasste auch die zweite Auflage (1968) allein. An der 3. Auflage arbeiteten Löfflers Partner Karl Egbert Wenzel und Klaus Sedelmeier mit (1983). Nach seinem Tod wurde der Kommentar zunächst von diesen beiden fortgeführt und wird jetzt von Klaus Sedelmeier und Emanuel H. Burkhardt herausgegeben, erst die sechste Auflage von 2015 erschien nicht mehr unter seinem Namen.
In seinen späten Publikationen wies Löffler bereits nachdrücklich auf die Herausforderungen des Publikationsrechts durch das Aufkommen elektronischer Medien hin. So schrieb er 1983 im Vorwort zu seinem Werk Presserecht: „Die jetzige 3. Auflage steht im Zeichen des sich auf das gesamte Presserecht auswirkenden Übergangs von der Gutenberg-Ära auf das beginnende elektronische Zeitalter. Für die Presse stellt sich in Zukunft das zentrale Problem, ob sie ihren historisch fundierten publizistischen Rang auch in einer veränderten Welt wahren kann. Die unaufhaltsam fortschreitende Entwicklung läßt die bisherige, durch die unterschiedliche Produktionsform klar gezogene Grenze zwischen der Presse und den elektronischen Medien mehr und mehr verschwimmen.“

## Wichtige Mandate
Bekanntheit über den juristischen Bereich hinaus gewann Löffler durch mehrere Mandaten mit politischem Bezug. In der Spiegel-Affäre (1962 bis 1966) erstritt er vor dem Bundesverfassungsgericht das sogenannte Spiegel-Urteil, in dem festgestellt wurde, dass eine freie, nicht vom Staat gelenkte Presse zu den Wesenselementen eines demokratischen Staates gehört. Damit wurde das Verständnis von der freien Presse als Vierte Gewalt im Staate wesentlich mitgeprägt, das ihre vom Grundgesetz verbürgte Aufgabe als Gegengewicht zu den drei staatlichen Gewalten der Legislative, Exekutive und Judikative beschreibt.
Ein weiteres wichtiges Mandat war die Vertretung des Bankiers Hermann Josef Abs bei dessen im In- und Ausland und auch in der DDR stark beachtetem Prozess gegen den marxistischen Historiker Eberhard Czichon und seinen Verleger Pahl-Rugenstein in den Jahren 1970 bis 1973. Abs und der Deutschen Bank ging es darum, eine Neuauflage des Buches Der Bankier und die Macht. Hermann Josef Abs in der deutschen Politik von Czichon und die Verbreitung einiger inkriminierender Behauptungen über Abs zu verhindern. Löffler gelang vor Gericht der Nachweis, dass das Buch in mindestens zwanzig Punkten wesentliche Tatsachen unrichtig darstellte. Das Verfahren endete 1973 mit einem Erfolg von Abs auf der ganzen Linie, den Löffler in Fernsehauftritten erläutern konnte.
Wie bereits die Profumo-Affäre von 1962/63 und der Spiegel-Prozess stand auch dieses Verfahren im Zeichen der Ost-West-Konfrontation und war stark politisiert. Die Medien in der DDR berichteten zunächst ausführlich darüber, weil Pahl-Rugenstein und sein Verlag die Sympathien der SED genossen, während Abs und die Deutsche Bank als Symbole des Kapitalismus galten. Angesichts des für Abs günstigen Prozessverlaufs beendeten die staatlich gelenkten Medien der DDR die Berichterstattung nach kurzer Zeit.

## Ehrungen
In der Literatur wird Löffler als „Nestor des Presserechts“ gewürdigt, der wissenschaftliche Grundlagenarbeit geleistet habe. Auch die Gründung des Studienkreises für Presserecht und Pressefreiheit e.V. im Jahre 1956 verdeutlicht seinen Einsatz für die Pressefreiheit. Dieser Kreis ist unter der Leitung von Emanuel H. Burkhard (Stand 2019) weiterhin aktiv, sein Sitz ist die von Löffler 1933 gegründete Kanzlei in Stuttgart.
Für seine wissenschaftlichen Leistungen wurde Martin Löffler 1974 der Titel Honorarprofessor verliehen. Im selben Jahr wurde ihm zusammen mit dem Verleger Georg von Holtzbrinck, mit dem er gut bekannt war, in Stuttgart das Bundesverdienstkreuz verliehen. Zu seinem 75. Geburtstag wurde er mit einer Festschrift geehrt (Presserecht und Pressefreiheit, München 1980). Im Februar 1985 schließlich wurde er von Bundespräsident Richard von Weizsäcker mit dem Großen Bundesverdienstkreuz geehrt. Bei der Verleihung am 8. Mai 1985 würdigte Ministerpräsident Lothar Späth Löffler als „besonders erfolgreichen Verfechter von Presserecht und Pressefreiheit“ und „herausragenden Wissenschaftler mit großen Verdiensten um den freiheitlichen und demokratischen Rechtsstaat“.

## Werke (Auswahl)
- Presserecht. München, 1. Aufl. 1955 (Kommentar zum Presserecht) bis 3. Auflage 1980.
- Handbuch des Presserechts. München, 1. Aufl. 1978 bis 2. Aufl. 1986 (zusammen mit Reinhart Ricker).
- Der Verfassungsauftrag der Presse: Modellfall Spiegel. Karlsruhe 1963.
- USA, Versailler Vertrag und Völkerbund. Tübingen 1928 (Dissertation).